# Hrabstwo Baca

Piramida wieku hrabstwa

Hrabstwo Baca (ang. Baca County) to hrabstwo w południowo-wschodniej części stanu Kolorado w Stanach Zjednoczonych. Hrabstwo zajmuje powierzchnię 6 622,83 km². Według szacunków United States Census Bureau w roku 2006 liczyło 4 017 mieszkańców. Siedzibą administracyjną hrabstwa jest Springfield.

## Miasta
- Campo
- Pritchett
- Springfield
- Two Buttes
- Vilas
- Walsh